# Hiroki Sekine
Hiroki Sekine (japanisch 関根 大輝 Sekine Hiroki; * 11. August 2002 in Shizuoka) ist ein japanischer Fußballspieler.

## Karriere

### Verein
Hiroki Sekine erlernte das Fußballspielen in den Schulmannschaften der Shizuoka Gakuen High School sowie in der Universitätsmannschaft der Takushoku-Universität. Die Saison 2023 wurde er von der Universität an den Erstligisten Kashiwa Reysol ausgeliehen. Hier kam er jedoch nicht zum Einsatz. Nach der Ausleihe wurde Sekine am 1. Februar 2024 fest von Kashiwa unter Vertrag genommen. Sein Erstligadebüt für den Erstligisten aus Kashiwa gab Hiroki Sekine am 25. Februar 2024 (1. Spieltag) im Heimspiel gegen Kyōto Sanga. Bei dem 1:1-Unentschieden stand er in der Startelf und spielte die kompletten 90 Minuten. In seiner ersten Profisaison bestritt er 31 Erstligaspiele. Im Januar 2025 ging er nach Europa, wo er in Frankreich einen Vertrag beim Erstligisten Stade Reims unterschrieb.

### Nationalmannschaft
Hiroki Sekine spielte 2022 einmal für die japanische U23-Nationalmannschaft. 2023 kam er für die U22 und die Olympiamannschaft zum Einsatz.